# Jack Nielsen (Tennisspieler)
Jack Fridtjof Charles Hücke Coucheron Nobel Nielsen (* 3. August 1896 in Egersund; † 9. Januar, 1981 in Oslo) war ein norwegischer Tennisspieler. Er gewann sechsmal die norwegischen Tennismeisterschaften.

## Leben
Nielsen wurde in der norwegischen Gemeinde Egersund als Sohn von Peter Godtfried Albert Nielsen, einem Zolloberbeamten, und Karen Andrea Coucheron Aamodt geboren. Später heiratete er Anne-Sofie Troye, die Tochter eines Schuldirektors in Trondheim. Sie wurden Eltern des Skifahrers Jack Nielsen, der 1948 an den Olympischen Winterspielen teilnahm.
Nielsen schloss 1917 sein Studium der Chemieingenieurwissenschaften an der Technischen Universität Dresden ab. 1921 promovierte er am Karlsruher Institut für Technologie zum Thema Hydrierung. 1924 arbeitete er als Braumeister in Kopenhagen. In den Jahren 1918–19 wurde er Chemiker bei der Aktieselskab Northern Chromate Industrial. Von 1922 bis 1931 war er bei der Christiania Aktie Ølbryggeri, der größten Bierbrauerei Oslos, angestellt, wo er zum Destillateur-Meister befördert wurde. Von 1932 bis 1946 arbeitete er bei Nora Industrier, ebenfalls in Oslo. 1946 wechselte er zur Niederlassung in Trondheim, wo er bis 1962 als Verwaltungsdirektor und bis 1965 als Geschäftsführer lebte und arbeitete. Das letzte Jahr seiner zivilen Laufbahn beendete er bei der E. C. Dahls Brauerei, wo er 1966 in den Ruhestand ging. Neben seiner Tätigkeit als Vorsitzender mehrerer regionaler und nationaler Brauereigewerkschaften und Mineralwasserhändler war er auch mehrere Jahre lang Präsident des norwegischen Tennisverbands und des Osloer Tennisclubs. Von 1963 bis 1964 vertrat er außerdem den Gouverneursposten von Rotary International.
Nielsen starb 1981 mit 84 Jahren in Oslo.

## Tenniskarriere
Nielsen nahm 1920 am Tenniswettbewerb der Olympischen Sommerspiele in Antwerpen teil. Im Einzel unterlag er zum Auftakt dem Italiener Cesare Colombo, Im Doppel erreichte er mit Conrad Langaard das Viertelfinale. Vier Jahre später in Paris überstand er im Mixed mit Molla Mallory und im Einzel nur eine Runde, während er im Doppel mit Langaard zum Auftakt ausschied.
In Norwegen gewann er zwischen 1919 und 1925 sechsmal die norwegischen Tennismeisterschaften. Für die norwegische Davis-Cup-Mannschaft spielte er von 1929 bis 1931 in drei Begegnungen. Von seinen sieben Matches konnte er kein einziges gewinnen.